# Nellie Oleson
Nellie Oleson è un personaggio letterario e televisivo statunitense, ideato da Laura Ingalls Wilder, antagonista di alcuni libri della serie Little House. Nella serie televisiva statunitense La casa nella prateria, tratta dai libri della Wilder, è interpretata dall'attrice Alison Arngrim.

## Caratteristiche del personaggio
Nellie Oleson è la figlia dei proprietari dell'emporio di Walnut Grove (Oleson's Mercantile). È una ragazzina viziata, snob, manipolatrice e autoritaria, nemica giurata e rivale della protagonista Laura Ingalls. Ha degli splendidi capelli biondi, arricciati ed elaborati, e indossa sempre vestiti su misura e alla moda. La madre Harriet la vizia in un modo vergognoso, comprandole tutto quello che desidera e difendendola anche quando ha torto. Al contrario, il padre Nels tende ad essere severo con i figli, e anche tutti i ragazzi la odiano per la sua arroganza e meschinità. 

## Nella realtà
Il personaggio di Nellie Oleson si ispira a tre persone realmente esistite: Nellie Owens, Genevieve Masters e Stella Gilbert.

### Nellie Owens
Nellie Winfield Owens nacque a Walnut Grove il 2 agosto 1869, due anni dopo Laura, da William Henry Owens e Margaret H. Gibson, proprietari dell'emporio del paese. Come la Nellie Oleson dei libri e della serie televisiva, aveva un fratello di nome Willie. La Nellie Oleson del libro On the Banks of Plum Creek è probabilmente ispirata a lei.
In età adulta, Nellie Owens si trasferì in California e poi nell'Oregon, dove si sposò con Henry Kirry. La coppia ebbe tre figli: Zola, Lloyd e Leslie. Il fratello Willie divenne cieco a causa dell'esplosione di un petardo e frequentò una scuola per ciechi. Anch'egli si sposò ed ebbe tre figli. Nellie Owens e Laura non si rividero più dopo che la famiglia Ingalls lasciò Walnut Grove nel 1879. Morì il 2 novembre 1949 a Forest Grove, all'età di 80 anni.

### Genevieve Masters
Genevieve "Genny" Masters nacque il 12 novembre 1867 a Hornby, Stato di New York, ed era la figlia viziata di un ex insegnante di Laura; era razzista nei confronti delle persone del West, da lei considerate "incivili". Come la Nellie Oleson dei libri, Genevieve indossava sempre vestiti alla moda e aveva dei bei riccioli biondi. La famiglia Masters andò poi ad abitare a De Smet, nel Dakota del Sud, dove poco tempo prima si erano trasferiti gli Ingalls. È quindi probabile che sia stata proprio Genny ad aver ispirato la Nellie Oleson del libro Little Town on the Prairie. Genevieve si sposò con William Graham V. Renwick, dal quale ebbe una figlia, Margaret. Morì di polmonite il 7 novembre 1909, all'età di 41 anni.

### Stella Gilbert
Estella M. "Stella" Gilbert, nata nel maggio 1864, è invece la ragazza che ha ispirato la Nellie Oleson del libro These Happy Golden Years, l'ultimo della serie in cui il personaggio appare. Ragazza povera ma allo stesso tempo simpatica e attraente, era particolarmente interessata ad Almanzo Wilder, futuro marito di Laura, con il quale fece diverse gite in buggy. Quando poi egli scoprì che Stella era superficiale e aveva paura dei cavalli, interruppe i contatti con lei. In seguito, quest'ultima si sposò con John Seth Drury e, dopo la morte di quest'ultimo nel 1895, con Alva Merill, dal quale ebbe un figlio, Fred. Morì il 16 settembre 1944 a Yakima, nello stato di Washington, all'età di 80 anni.

## Nella serie televisiva
Nella serie televisiva La casa nella prateria, i membri della famiglia Oleson hanno assunto un'importanza maggiore rispetto ai libri, tanto che diverse puntate sono incentrate quasi esclusivamente su di loro. Il personaggio di Nellie (interpretato da Alison Arngrim) è diventato una sorta di icona culturale che è ancora molto popolare tra i telespettatori. La serie infatti viene ancora nel ventunesimo secolo trasmessa in syndication in oltre 140 paesi.

## Nella cultura di massa
Il gruppo comico The Nellie Olesons prende il nome dall'omonimo personaggio.